# Boxning vid olympiska sommarspelen 1948
Boxningen vid olympiska sommarspelen 1948 i London innehöll 8 olika viktklasser och var endast öppen för herrar. Sydafrika tog flest medaljer, och tvåa i medaljligan kom Argentina. 

## Medaljtabell
| Klass                     | Guld                           | Silver                        | Brons                                  |
| Flugvikt Detaljer...      | Pascual Pérez · Argentina      | Spartaco Bandinelli · Italien | Han Soo-Ann · Sydkorea                 |
| Bantamvikt Detaljer...    | Tibor Csík · Ungern            | Gianbattista Zuddas · Italien | Juan Evangelista Venegas · Puerto Rico |
| Fjädervikt Detaljer...    | Ernesto Formenti · Italien     | Dennis Shepherd · Sydafrika   | Aleksy Antkiewicz · Polen              |
| Lättvikt Detaljer...      | Gerald Dreyer · Sydafrika      | Joseph Vissers · Belgien      | Svend Wad · Danmark                    |
| Weltervikt Detaljer...    | Július Torma · Tjeckoslovakien | Horace Herring · USA          | Alessandro D'Ottavio · Italien         |
| Mellanvikt Detaljer...    | László Papp · Ungern           | John Wrigth · Storbritannien  | Ivano Fontana · Italien                |
| Lätt tungvikt Detaljer... | George Hunter · Sydafrika      | Donald Scott · Storbritannien | Mauro Cía · Argentina                  |
| Tungvikt Detaljer...      | Rafael Iglesias · Argentina    | Gunnar Nilsson · Sverige      | John Arthur · Sydafrika                |

## Medaljfördelning
| Medaljfördelning |                 |      |        |       |        |
| Placering        | Nation          | Guld | Silver | Brons | Totalt |
| 1                | Sydafrika       | 2    | 1      | 1     | 4      |
| 2                | Argentina       | 2    | 0      | 1     | 3      |
| 3                | Ungern          | 2    | 0      | 0     | 2      |
| 4                | Italien         | 1    | 2      | 2     | 5      |
| 5                | Tjeckoslovakien | 1    | 0      | 0     | 1      |
| 6                | Storbritannien  | 0    | 2      | 0     | 2      |
| 9                | Belgien         | 0    | 1      | 0     | 1      |
| 9                | Sverige         | 0    | 1      | 0     | 1      |
| 9                | USA             | 0    | 1      | 0     | 1      |
| 10               | Danmark         | 0    | 0      | 1     | 1      |
| 10               | Sydkorea        | 0    | 0      | 1     | 1      |
| 10               | Polen           | 0    | 0      | 1     | 1      |
| 10               | Puerto Rico     | 0    | 0      | 1     | 1      |